# マーク・メドウズ
マーク・メドウズ（英:Mark Meadows、1959年7月28日 - ）は、アメリカ合衆国の政治家。2020年4月から大統領首席補佐官を務めた。

## 政治活動

### 大統領首席補佐官として
首席補佐官就任以前は、ノースカロライナ州選出の連邦下院議員であり、共和党内でも保守強硬派と知られていた。下院では、共和党所属のヒラ議員を束ねた自由議員連盟に所属し、リーダーとして活動していた。
ドナルド・トランプとは旧知の仲で、2016年の大統領選挙ではトランプ支持をいち早く表明し、当選後は最側近の1人として政権を支えていた。2019年の時点で、2020年秋に予定される次期下院選挙には出馬しない意向を示していたが、2020年3月、大統領首席補佐官代行のミック・マルバニーがトランプ大統領のウクライナ疑惑の処理で不興を買い更迭されると後任に抜擢された。
2020年6月、ミネアポリスで発生した反人種差別デモの対応をめぐり、トランプ大統領がマーク・エスパー国防長官を解任する意向を示した際には、マイク・ポンペオ国務長官とともに翻意させたと報じられるなど、政権内で強い発言力を有していることが示唆されている。

### 退任後
2022年、前年に発生した議会議事堂襲撃事件を捜査するアメリカ司法省の捜査対象となり、召喚状に従い文書を提出した。
2023年8月14日、2020年の大統領選挙で「犯罪集団」を結成しジョージア州での敗北を覆そうとしたとして、州法違反の罪でトランプら18人と共に州大陪審から起訴された。
2024年4月23日、アリゾナ州でのトランプの敗北を不当に覆そうとしたとして、トランプの顧問弁護士だったルドルフ・ジュリアーニら17人とともに詐欺や文書偽造などの罪で、州大陪審から起訴された。